# Domagoj Bradarić
Domagoj Bradarić (Spalato, 10 dicembre 1999) è un calciatore croato, difensore del Verona.

## Biografia
Ha un fratello minore, Luka, classe 2003, anch'egli difensore.

## Caratteristiche tecniche
È un terzino sinistro molto abile nelle incursioni offensive che grazie alle sue abilità balistiche serve pregevoli cross ai propri compagni di squadra.
Considerato tra i giovani più promettenti della sua generazione, nel 2020 è stato inserito nella UEFA’s 50 top talents.

## Carriera

### Club

#### Hajduk Spalato
Cresciuto nel settore giovanile dell'Hajduk Spalato, ha esordito in prima squadra il 15 settembre 2018 subentrando al posto di Steliano Filip nella partita di campionato vinto 3-1 contro il Rudeš. Il 9 luglio 2019 disputa da capitano la partita di andata del turno preliminare di Europa League vinto 2-0 contro il Gżira Utd.

#### Lille
Il 19 luglio 2019 viene acquistato dal Lilla per 6 500 000 €. Il 18 agosto fa il proprio debutto con i francesi, in una gara vinta per 2-1 contro il Nantes. Il 17 settembre debutta in Champions League, nella sconfitta contro l'Ajax. Termina il suo primo anno in Francia con 25 presenze totali.
L'annata seguente viene principalmente usato come titolare. Il 21 febbraio 2021, in un successo 4-1 in casa del Lorient, mette a segno la sua prima rete. Termina la sua seconda stagione con 36 presenze, mentre terminerà la seguente con solo 16 apparizioni.

#### Salernitana
Il 15 luglio 2022 viene acquistato dalla Salernitana. Esordisce con i campani ed in Serie A il 20 agosto successivo, disputando il secondo tempo della gara in casa dell'Udinese e il 30 ottobre fornisce un assist a Boulaye Dia nella vittoria esterna per 3-1 allo Stadio Olimpico contro la Lazio. Nel corso della sua prima annata in Italia, diviene rapidamente titolare della squadra, complici anche le sue buone prestazioni, Tuttavia, conclude la stagione con 31 presenze, e con la propria squadra piazzatasi al quindicesimo posto con 42 punti.
Comincia la nuova stagione debuttando in una gara vinta contro la Ternana valida per il primo turno di Coppa Italia. La settimana seguente esordisce anche in campionato, servendo ad Antonio Candreva l'assist del momentaneo 1-2 in una gara contro la Roma. Tuttavia, rispetto alla sua prima stagione in granata il suo rendimento cala drasticamente assieme a quello dell'intera squadra, che finirà per retrocedere in cadetteria con quattro turni d'anticipo. Chiude la stagione con 36 presenze risultando il giocatore granata con più presenze.

#### Verona
Il 30 agosto 2024 viene ceduto in prestito con diritto di riscatto al Verona, in Serie A. Esordisce ufficialmente con i veneti due giorni dopo, nella vittoriosa trasferta contro il Genoa. Il 25 maggio 2025, nell'ultima giornata di campionato segna la sua prima rete in serie A, che sigilla il definitivo 2-1 in casa dell'Empoli che garantisce la salvezza ai veneti e la retrocessione in Serie B dei toscani. Termina la stagione con un totale di 28 presenze.
Il 3 agosto 2025, dopo essere inizialmente tornato alla base, i veneti lo riacquistano a titolo definitivo, sottoscrivendo un contratto triennale.

### Nazionale
Nel novembre 2018 viene convocato nella nazionale U-21 allenata da Nenad Gračan, fa il suo debutto il 15 dello stesso mese giocando dal primo minuto l'amichevole pareggiato 2-2 contro la Francia.
Il 7 ottobre 2020 debutta con la nazionale maggiore di Zlatko Dalić, gioca per tutti e 90 minuti l'amichevole vinta 2-1 in trasferta contro la Svizzera.

## Statistiche

### Presenze e reti nei club
Statistiche aggiornate al 3 agosto 2025.
| Stagione                 | Squadra                  | Campionato               | Campionato | Campionato | Coppe nazionali | Coppe nazionali | Coppe nazionali | Coppe continentali | Coppe continentali | Coppe continentali | Altre coppe | Altre coppe | Altre coppe | Totale | Totale | Totale |
| Stagione                 | Squadra                  | Comp                     | Pres       | Reti       | Comp            | Pres            | Reti            | Comp               | Pres               | Reti               | Comp        | Pres        | Reti        | Pres   | Reti   |        |
| ------------------------ | ------------------------ | ------------------------ | ---------- | ---------- | --------------- | --------------- | --------------- | ------------------ | ------------------ | ------------------ | ----------- | ----------- | ----------- | ------ | ------ | ------ |
| 2017-2018                | Hajduk Spalato II        | 2.HNL                    | 28         | 4          | -               | -               | -               | -                  | -                  | -                  | -           | -           | -           | 28     | 4      |        |
| 2018-2019                | Hajduk Spalato II        | 2.HNL                    | 7          | 1          | -               | -               | -               | -                  | -                  | -                  | -           | -           | -           | 7      | 1      |        |
| Totale Hajduk Spalato II | Totale Hajduk Spalato II | Totale Hajduk Spalato II | 35         | 5          |                 | -               | -               |                    | -                  | -                  |             | -           | -           | 35     | 5      |        |
| 2018-2019                | Hajduk Spalato           | 1.HNL                    | 22         | 0          | CC              | 2               | 0               | UEL                | 0                  | 0                  | -           | -           | -           | 24     | 0      |        |
| 2019-2020                | Lilla                    | L1                       | 18         | 0          | CF+CdL          | 1+2             | 0               | UCL                | 3                  | 0                  | -           | -           | -           | 24     | 0      |        |
| 2020-2021                | Lilla                    | L1                       | 26         | 1          | CF              | 3               | 0               | UEL                | 7                  | 0                  | -           | -           | -           | 36     | 1      |        |
| 2021-2022                | Lilla                    | L1                       | 15         | 0          | CF              | 0               | 0               | UCL                | 1                  | 0                  | -           | -           | -           | 16     | 0      |        |
| Totale Lille             | Totale Lille             | Totale Lille             | 59         | 1          |                 | 6               | 0               |                    | 11                 | 0                  |             | -           | -           | 76     | 1      |        |
| 2022-2023                | Salernitana              | A                        | 31         | 0          | CI              | 0               | 0               | -                  | -                  | -                  | -           | -           | -           | 31     | 0      |        |
| 2023-2024                | Salernitana              | A                        | 34         | 0          | CI              | 3               | 0               | -                  | -                  | -                  | -           | -           | -           | 37     | 0      |        |
| ago. 2024                | Salernitana              | B                        | 2          | 0          | CI              | 1               | 0               | -                  | -                  | -                  | -           | -           | -           | 3      | 0      |        |
| Totale Salernitana       | Totale Salernitana       | Totale Salernitana       | 67         | 0          |                 | 4               | 0               |                    | -                  | -                  |             | -           | -           | 71     | 0      |        |
| ago. 2024-2025           | Verona                   | A                        | 28         | 1          | CI              | 0               | 0               |                    | -                  | -                  |             | -           | -           | 28     | 1      |        |
| 2025-2026                | Verona                   | A                        | -          | -          | CI              | 1               | 1               |                    | -                  | -                  |             | -           | -           | 1      | 1      |        |
| Totale Verona            | Totale Verona            | Totale Verona            | 28         | 1          |                 | 1               | 1               |                    | -                  | -                  |             | -           | -           | 29     | 2      |        |
| Totale carriera          | Totale carriera          | Totale carriera          | 211        | 7          |                 | 13              | 1               |                    | 11                 | 0                  |             | -           | -           | 235    | 8      |        |

### Cronologia presenze e reti in nazionale
| Cronologia completa delle presenze e delle reti in nazionale ― Croazia | Cronologia completa delle presenze e delle reti in nazionale ― Croazia | Cronologia completa delle presenze e delle reti in nazionale ― Croazia | Cronologia completa delle presenze e delle reti in nazionale ― Croazia | Cronologia completa delle presenze e delle reti in nazionale ― Croazia | Cronologia completa delle presenze e delle reti in nazionale ― Croazia | Cronologia completa delle presenze e delle reti in nazionale ― Croazia | Cronologia completa delle presenze e delle reti in nazionale ― Croazia |
| Data                                                                   | Città                                                                  | In casa                                                                | Risultato                                                              | Ospiti                                                                 | Competizione                                                           | Reti                                                                   | Note                                                                   |
| ---------------------------------------------------------------------- | ---------------------------------------------------------------------- | ---------------------------------------------------------------------- | ---------------------------------------------------------------------- | ---------------------------------------------------------------------- | ---------------------------------------------------------------------- | ---------------------------------------------------------------------- | ---------------------------------------------------------------------- |
| 7-10-2020                                                              | San Gallo                                                              | Svizzera                                                               | 1 – 2                                                                  | Croazia                                                                | Amichevole                                                             | -                                                                      |                                                                        |
| 11-10-2020                                                             | Zagabria                                                               | Croazia                                                                | 2 – 1                                                                  | Svezia                                                                 | UEFA Nations League 2020-2021 - 1º turno                               | -                                                                      | 74’                                                                    |
| 14-10-2020                                                             | Zagabria                                                               | Croazia                                                                | 1 – 2                                                                  | Francia                                                                | UEFA Nations League 2020-2021 - 1º turno                               | -                                                                      | 78’                                                                    |
| 17-11-2020                                                             | Spalato                                                                | Croazia                                                                | 2 – 3                                                                  | Portogallo                                                             | UEFA Nations League 2020-2021 - 1º turno                               | -                                                                      |                                                                        |
| Totale                                                                 |                                                                        | Presenze                                                               | 4                                                                      |                                                                        | Reti                                                                   | 0                                                                      |                                                                        |

| Cronologia completa delle presenze e delle reti in nazionale ― Croazia under 21 | Cronologia completa delle presenze e delle reti in nazionale ― Croazia under 21 | Cronologia completa delle presenze e delle reti in nazionale ― Croazia under 21 | Cronologia completa delle presenze e delle reti in nazionale ― Croazia under 21 | Cronologia completa delle presenze e delle reti in nazionale ― Croazia under 21 | Cronologia completa delle presenze e delle reti in nazionale ― Croazia under 21 | Cronologia completa delle presenze e delle reti in nazionale ― Croazia under 21 | Cronologia completa delle presenze e delle reti in nazionale ― Croazia under 21 |
| Data                                                                            | Città                                                                           | In casa                                                                         | Risultato                                                                       | Ospiti                                                                          | Competizione                                                                    | Reti                                                                            | Note                                                                            |
| ------------------------------------------------------------------------------- | ------------------------------------------------------------------------------- | ------------------------------------------------------------------------------- | ------------------------------------------------------------------------------- | ------------------------------------------------------------------------------- | ------------------------------------------------------------------------------- | ------------------------------------------------------------------------------- | ------------------------------------------------------------------------------- |
| 15-11-2018                                                                      | Beauvais                                                                        | Francia under 21                                                                | 2 – 2                                                                           | Croazia under 21                                                                | Amichevole                                                                      | -                                                                               | 68’                                                                             |
| 25-3-2019                                                                       | Frosinone                                                                       | Italia under 21                                                                 | 2 – 2                                                                           | Croazia under 21                                                                | Amichevole                                                                      | -                                                                               | 86’                                                                             |
| 12-6-2019                                                                       | Pola                                                                            | Croazia under 21                                                                | 1 – 0                                                                           | Danimarca under 21                                                              | Amichevole                                                                      | -                                                                               |                                                                                 |
| 18-6-2019                                                                       | Serravalle                                                                      | Romania under 21                                                                | 4 – 1                                                                           | Croazia under 21                                                                | Europeo Under-21 2019                                                           | -                                                                               | 14’                                                                             |
| 24-6-2019                                                                       | Serravalle                                                                      | Croazia under 21                                                                | 3 – 3                                                                           | Inghilterra under 21                                                            | Europeo Under-21 2019 - 1º turno                                                | -                                                                               | 76’ 90+3’                                                                       |
| 5-9-2019                                                                        | Velika Gorica                                                                   | Croazia under 21                                                                | 3 – 0                                                                           | Emirati Arabi Uniti under 21                                                    | Amichevole                                                                      | -                                                                               | 46’                                                                             |
| 10-9-2019                                                                       | Sebenico                                                                        | Croazia under 21                                                                | 1 – 2                                                                           | Scozia under 21                                                                 | Qual. Europeo Under-21 2021                                                     | -                                                                               | 69’                                                                             |
| 11-10-2019                                                                      | Zalaegerszeg                                                                    | Ungheria under 21                                                               | 1 – 4                                                                           | Croazia under 21                                                                | Amichevole                                                                      | -                                                                               | 46’                                                                             |
| 14-11-2019                                                                      | Vilnius                                                                         | Lituania under 21                                                               | 1 – 3                                                                           | Croazia under 21                                                                | Qual. Europeo Under-21 2021                                                     | -                                                                               |                                                                                 |
| 18-11-2019                                                                      | Velika Gorica                                                                   | Croazia under 21                                                                | 1 – 2                                                                           | Rep. Ceca under 21                                                              | Qual. Europeo Under-21 2021                                                     | -                                                                               |                                                                                 |
| 25-3-2021                                                                       | Capodistria                                                                     | Portogallo under 21                                                             | 1 – 0                                                                           | Croazia under 21                                                                | Europeo Under-21 2021 - 1º turno                                                | -                                                                               |                                                                                 |
| 28-3-2021                                                                       | Capodistria                                                                     | Croazia under 21                                                                | 3 – 2                                                                           | Svizzera under 21                                                               | Europeo Under-21 2021 - 1º turno                                                | -                                                                               |                                                                                 |
| 31-3-2021                                                                       | Capodistria                                                                     | Croazia under 21                                                                | 1 – 2                                                                           | Inghilterra under 21                                                            | Europeo Under-21 2021 - 1º turno                                                | 1                                                                               | 45+3’                                                                           |
| 31-5-2021                                                                       | Maribor                                                                         | Spagna under 21                                                                 | 2 – 1 dts                                                                       | Croazia under 21                                                                | Europeo Under-21 2021 - Quarti di finale                                        | -                                                                               | 88’                                                                             |
| Totale                                                                          |                                                                                 | Presenze                                                                        | 14                                                                              |                                                                                 | Reti                                                                            | 1                                                                               |                                                                                 |

| Cronologia completa delle presenze e delle reti in nazionale ― Croazia under 19 | Cronologia completa delle presenze e delle reti in nazionale ― Croazia under 19 | Cronologia completa delle presenze e delle reti in nazionale ― Croazia under 19 | Cronologia completa delle presenze e delle reti in nazionale ― Croazia under 19 | Cronologia completa delle presenze e delle reti in nazionale ― Croazia under 19 | Cronologia completa delle presenze e delle reti in nazionale ― Croazia under 19 | Cronologia completa delle presenze e delle reti in nazionale ― Croazia under 19 | Cronologia completa delle presenze e delle reti in nazionale ― Croazia under 19 |
| Data                                                                            | Città                                                                           | In casa                                                                         | Risultato                                                                       | Ospiti                                                                          | Competizione                                                                    | Reti                                                                            | Note                                                                            |
| ------------------------------------------------------------------------------- | ------------------------------------------------------------------------------- | ------------------------------------------------------------------------------- | ------------------------------------------------------------------------------- | ------------------------------------------------------------------------------- | ------------------------------------------------------------------------------- | ------------------------------------------------------------------------------- | ------------------------------------------------------------------------------- |
| 9-8-2017                                                                        | Zara                                                                            | Croazia under 19                                                                | 0 – 2                                                                           | Italia under 19                                                                 | Amichevole                                                                      | -                                                                               | 46’                                                                             |
| Totale                                                                          |                                                                                 | Presenze                                                                        | 1                                                                               |                                                                                 | Reti                                                                            | 0                                                                               |                                                                                 |

## Palmarès

### Competizioni nazionali
- Campionato francese: 1

Lilla: 2020-2021
- Supercoppa francese: 1

Lilla: 2021